# Jones-Halbinsel
Die Jones-Halbinsel ist eine vereiste Halbinsel im Nordwesten der Thurston-Insel vor der Eights-Küste des westantarktischen Ellsworthlands. Sie liegt 8 km westlich der Hughes-Halbinsel.
Das Advisory Committee on Antarctic Names benannte sie nach Robert H. Jones, der als Navigator und zweiter Pilot einer Martin PBM Mariner bei der US-amerikanischen Operation Highjump (1946–1947) an der Erstellung von Luftaufnahmen dieser Halbinsel und den umliegenden Küstenabschnitten der Thurston-Insel beteiligt war.